# El archivo de Sherlock Holmes
El archivo de Sherlock Holmes (título original: The Case-Book of Sherlock Holmes) es un conjunto de 12 cuentos escritos por Arthur Conan Doyle, cuyo protagonista es Sherlock Holmes. La mayoría de los cuentos están relatados por el doctor Watson, el fiel compañero de Holmes.

## Historias de la colección y orden de publicación
| Título                              | Fecha de publicación    |
| ----------------------------------- | ----------------------- |
| «La piedra de Mazarino»             | octubre de 1921         |
| «El problema del puente de Thor»    | febrero y marzo de 1922 |
| «El hombre que trepaba»             | marzo de 1923           |
| «El vampiro de Sussex»              | enero de 1924           |
| «Los tres Garrideb»                 | octubre de 1924         |
| «El cliente ilustre»                | noviembre de 1924       |
| «Los tres gabletes»                 | septiembre de 1926      |
| «El soldado de la piel decolorada»  | octubre de 1926         |
| «La melena de león»                 | noviembre de 1926       |
| «El fabricante de colores retirado» | diciembre de 1926       |
| «La inquilina del velo»             | enero de 1927           |
| «Shoscombe Old Place»               | marzo de 1927           |

Anteriormente, el cuento "La caja de laca" se incluía en esta colección, a la que luego dejó de pertenecer.